# عائشة طاغابو
عائشة طاغابو سياسية جزائرية، وزيرة منتدبة مكلفة بالصناعة التقليدية لدى وزارة السياحة والصناعات التقليدية، عينها الرئيس عبد العزيز بوتفليقة بـحكومة عبد المالك سلال.

## نشأتها ودراستها

### نشأتها
ولدت عائشة طاغابو في سبتمبر عام 1981 بمدينة تمنراست وتعتبر أصغر وزيرة في حكومات الجزائر المتعاقبة وأول وزيرة من الطوارق.

### دراستها
- شهادة ليسانس في الترجمة من جامعة الجزائر.[4]

- شهادة الدراسات العليا في العلوم السياسية والعلاقات العامة.[4]

## المناصب التي تولتها
- وزيرة منتدبة مكلفة بالصناعة التقليدية.[5]
- موظفة مكلفة بالدراسات في مديرية الإنتاج سونطراك.[4]